# The Deaths of Ian Stone
The Deaths of Ian Stone is een Brits-Amerikaanse horrorfilm onder regie van Dario Piana. De productie ging op 26 juli 2007 in première op het Duitse Fantasy Filmfest. In Nederland verscheen de film op 29 april 2008 (rechtstreeks op DVD).

## Verhaal
Ian Stone lijkt een normale Amerikaanse 20+'er, maar schijn blijkt te bedriegen. Hij wordt elke dag opnieuw vermoord door van gedaante wisselende wezens. Onmiddellijk na elke dood 'ontwaakt' hij in een ander leven in dezelfde omgeving. Niemand daarin herinnert zich zijn eerdere incarnaties, alleen komt Stone steeds weer in contact met Jenny Walker. De ene keer is ze zijn vriendin, de volgende keer zijn maatschappelijk werker, een andere keer zijn buurvrouw en zo voort.
Hoewel dit niet de bedoeling is, herinnert Stone zich elk keer wat meer van zijn vorige levens. Het blijkt dat een groep wezens genaamd oogsters, onder leiding van Medea, hem telkens doodt en verplaatst. Zij willen enerzijds voorkomen dat Stone zich iets herinnert en anderzijds dat iets anders wél bij hem bovenkomt.
Stone blijkt zelf ook een oogster en wel een ongewoon sterke. Zijn soort voedt zich met de angst van mensen. Omdat menselijke angst het grootst en daarom het smakelijkst is vlak voor de dood, moorden de oogsters er op los. Stone blijkt in het verleden een andere oogster omgebracht te hebben. Dit omdat hij erachter kwam dat hij op ander voedsel dan angst kon leven, namelijk op liefde. De oogsters willen hem terug aan hun kant. Ondertussen probeert Gray, een andere gedeserteerde oogster, te voorkomen dat ze dit lukt. Hij probeert bij Stone herinneringen boven te krijgen aan zijn liefde voor een vrouw: Walker.

## Rolverdeling
- Mike Vogel: Ian Stone
- Jaime Murray: Medea
- Christina Cole: Jenny Walker
- Michael Feast: Gray
- Charlie Anson: Josh Garfield
- Michael Dixon: Brad Kopple
- Marnix Van Den Broeke: Oogster
- Jeff Peterson: Oogster
- Clive Perrott: Oogster